# Филлипс, Маккензи
Лора Маккензи Филлипс (англ. Laura Mackenzie Phillips; род. 10 ноября 1959 года, Алегзандрия, Виргиния, США) — американская актриса и певица. Наиболее известна ролями в фильме «Американские граффити», сериале «Однажды за один раз» и диснеевском научно-фантастическом сериале «Чудеса.com».

## Биография
Маккензи Филлипс родилась 10 ноября 1959 года в Алегзандрии, штат Виргиния, в семье музыканта Джона Филлипса из The Mamas & the Papas и его первой жены Сьюзан Адамс. У Маккензи есть брат Джеффри Филлипс, а также единокровные сёстры: Тамерлан Филлипс, актриса Бижу Филлипс и певица Чайнна Филлипс. Училась в школе Highland Hall Waldorf School в Лос-Анджелесе.
В возрасте 12 лет вместе с тремя своими одноклассницами организовала группу. Во время одного из своих выступлений на Маккензи обратил внимание агент по кастингу и предложил ей пройти пробы в готовящийся к съёмкам фильм «Американские граффити» молодого режиссёра Джорджа Лукаса. Филлипс попала в фильм, где сыграла юную девушку, которую подбирает парень-подросток на улице и они вместе катаются на хот-роде.
В середине 1970-х годов новый успех, она попадает в популярный комедийный сериал «Однажды за один раз». Здесь у неё роль Джулии Купер, сумасшедшей дочери-подростка. В это время она уже получает по $50,000 за съёмочную неделю. В 1977 году во время третьего сезона шоу её арестовывают за хулиганство. В этот период у Маккензи начинаются серьёзные проблемы с алкоголем и наркотиками, теперь она стала часто пропускать репетиции. Продюсеры шоу отпускают её на шесть недель, чтобы она смогла уладить свои личные проблемы. Однако проблемы так и не прекратились, и в 1980 году Маккензи уволили из сериала.
После двух почти смертельных передозировок Филлипс попала на лечение в больницу. В 1981 году, после завершения лечения, её пригласили вернуться назад в шоу. В 1982 году она опять начала употреблять кокаин и однажды упала в обморок прямо на съемочной площадке. После того, как она отказалась сдавать тест на наркотики, Филлипс была опять уволена из шоу и на этот раз уже окончательно. Позже в 1992 году она записалась на долгосрочную программу реабилитации наркоманов и проходила интенсивное лечение в течение девяти месяцев.
В 1980-х годах Филлипс пела в переформированным составе The Mamas & the Papas, известном, как The New Mamas and The Papas.
В 1999 году Маккензи снялась с Карой Делизией в сериале канала Дисней «Чудеса.com», где играла вымышленную рок-звезду по имени Молли Филлипс. В 2002 году снялась в диснеевском фильме «Двойная команда». Как приглашённая звезда появлялась в сериалах: «Скорая помощь», «Без следа», «Седьмое небо», «Детектив Раш» и др.
27 августа 2008 года была задержана полицией в аэропорту Лос-Анджелеса по обвинению в хранении кокаина и героина. 31 октября 2008 года признала вину по одному эпизоду — хранение кокаина, была приговорена к программе по реабилитации наркоманов. Дело было закрыто после успешного завершения программы реабилитации. В начале 2010 года появлялась в реалити-шоу «Celebrity Rehab with Dr. Drew», в котором знаменитости рассказывают о своих зависимостях и борьбе с ними.
20 марта 2011 года получила «почётный приз лучшей актрисе» на Female Eye Film Festival в Торонто за исполнение роли Шэрон в независимый фильме «Персик, слива, груша».
Работает в клинике в Западном Голливуде в качестве консультанта по освобождению от наркозависимости.

## Личная жизнь
Маккензи Филлипс была дважды замужем. Первым мужем был рок-менеджер Джеффри Сесслер (с 1979 по 1981 годы), сын Фредди Сесслера. Вторым мужем был гитарист Майкл Баракан (с 1986 по 2000 годы), сейчас более известный, как Шэйн Фонтейн. У неё есть сын Шейн Баракан (род. в 1987), который занимается музыкой.
Отношения с отцом
В сентябре 2009 года вышли в свет мемуары Маккензи High on Arrival, в это же время она появилась с часовым интервью на «Шоу Опры Уинфри». Она рассказала, что попробовала кокаин впервые в 11 лет и принимала наркотики вместе с отцом.
Также Маккензи рассказала, что в возрасте 19 лет, в ночь перед своей первой свадьбой, её изнасиловал отец, когда они оба находились под действием тяжёлых наркотиков. Сначала она описала это, как «отношения по обоюдному согласию», что-то вроде стокгольмского синдрома, когда жертва начинает любить своего мучителя. Однако позже, после более тщательного изучения темы инцеста, пересмотрела свою формулировку об «обоюдном согласии». Она пришла к выводу, что в инцесте не может быть «обоюдного согласия» ведь родитель и ребёнок не равны, родитель имеет власть и авторитет над ребёнком. Отношения такого рода продолжались периодически в течение десяти лет. Закончилось всё тем, что она забеременела, но так как не знала кто отец ребёнка, сделала аборт. Его оплатил её отец, но после этого случая она больше не позволяла ему прикасаться к себе.
Бывшие жёны Джона Филлипса Женевьев Вейт и Мишель Филлипс отрицают подобные обвинения, говоря, что Джон был не такого характера. В свою очередь Чайнна Филлипс (единокровная сестра Маккензи от матери Мишель Филлипс) верит этому, она слышала об этом из уст Маккензи ещё в 1997 году. Бижу Филлипс (единокровная сестра Маккензи от матери Женевьев Вейт) слышала эти истории от Маккензи ещё будучи тринадцатилетним подростком и тогда эта информация её сильно травмировала, но сейчас будучи взрослым человеком она этому не верит. Джессика Вудс, дочь Денни Доэрти другого участника The Mamas & the Papas, рассказывала, что её отец знал об этом и считал это ужасным.

## Фильмография
| Год       |     | Русское название                     | Оригинальное название            | Роль                             |
| --------- | --- | ------------------------------------ | -------------------------------- | -------------------------------- |
| 1973      | тф  | Дневник Алисы                        | Go Ask Alice                     | Дорис                            |
| 1973      | ф   | Американские граффити                | American Graffiti                | Кэрол                            |
| 1974      | с   | Двигаясь                             | Movin’ On                        | Чесси Уоллас                     |
| 1975      | тф  | —                                    | Miles to Go Before I Sleep       | Робин Уильямс                    |
| 1975      | ф   | Рафферти и близнецы золотой пыли     | Rafferty and the Gold Dust Twins | Рита «Фрисби» Сайкс              |
| 1975      | с   | Баретта                              | Baretta                          | Минди                            |
| 1975      | с   | Шоу Мэри Тайлер Мур                  | The Mary Tyler Moore Show        | Фрэнси                           |
| 1975      | тф  | —                                    | Three to Get Ready               | Джули Бентон                     |
| 1975—1983 | с   | Однажды за один раз                  | One Day at a Time                | Джулия Купер                     |
| 1976      | с   | Элеонора и Франклин                  | Eleanor and Franklin             | Элеонора Рузвельт в 14 лет       |
| 1978—1982 | с   | Лодка любви                          | The Love Boat                    | Рейчел Джонсон / Эллисон Скотт   |
| 1979      | тф  | —                                    | Fast Friends                     | Сьюзан                           |
| 1979      | ф   | Новые американские граффити          | More American Graffiti           | Кэрол / «Радуга»                 |
| 1979      | с   | Невероятный Халк                     | The Incredible Hulk              | Лиза Свон                        |
| 1980      | тф  | —                                    | The Silent Lovers                | Лиллиан Гиш                      |
| 1982      | ф   | Дитя любви                           | Love Child                       | Джей Джей                        |
| 1985      | с   | Она написала убийство                | Murder, She Wrote                | Кэрол Нидом                      |
| 1986      | тф  | Секрет Кейт                          | Kate’s Secret                    | Дейна                            |
| 1994      | с   | Беверли-Хиллз, 90210                 | Beverly Hills, 90210             | советник Эллен Маркс             |
| 1995      | с   | Мелроуз-Плейс                        | Melrose Place                    | Морин Додд                       |
| 1996      | с   | Направляющий свет                    | Guiding Light                    | Рейчел Салливан                  |
| 1996—2004 | с   | Полиция Нью-Йорка                    | NYPD Blue                        | Лоррейн Стувел / Мэри Дональдсон |
| 1997      | с   | Каролина в Нью-Йорке                 | Caroline in the City             | Донна Спадаро                    |
| 1997      | с   | Крутой Уокер: Правосудие по-техасски | Walker, Texas Ranger             | Эллен Симмс                      |
| 1998      | ф   | Верные друзья                        | True Friends                     | Конни                            |
| 1998      | с   | Надежда Чикаго                       | Chicago Hope                     | Валери Бойд                      |
| 1998      | с   | Вайпер                               | Viper                            | Хайди Розен                      |
| 1999      | ф   | —                                    | When                             | Кэтрин Браун                     |
| 1999—2001 | с   | Чудеса.com                           | So Weird                         | Молли Филлипс                    |
| 2000      | с   | За гранью возможного                 | The Outer Limits                 | Бу Уэстон                        |
| 2001      | с   | Кейт Брашер                          | Kate Brasher                     | Трейси Дель Рей                  |
| 2001      | с   | Расследование Джордан                | Crossing Jordan                  | Элейн Стелер                     |
| 2002      | тф  | Двойная команда                      | Double Teamed                    | Мэри Бердж                       |
| 2002      | с   | Скорая помощь                        | ER                               | Лесли Миллер                     |
| 2003      | с   | Женская бригада                      | The Division                     | Кэрол Джонсон                    |
| 2004      | с   | Без следа                            | Without a Trace                  | Тереза Колдуэлл                  |
| 2004      | с   | Седьмое небо                         | 7th Heaven                       | Элисон Дейвис                    |
| 2005      | ф   | Пиджак                               | The Jacket                       | медсестра Хардинг                |
| 2007      | с   | Детектив Раш                         | Cold Case                        | Шейла Свитт                      |
| 2009      | тф  | —                                    | Radio Needles                    | Тоня Тейлор                      |
| 2011      | ф   | —                                    | Peach Plum Pear                  | Шерон                            |
| 2012      | с   | —                                    | Interns: The Web Series          | генеральный директор             |
| 2012      | с   | Мыслить как преступник               | Criminal Minds                   | Эллен Рассел                     |
| 2012      | ф   | —                                    | Santa’s Dog                      | Хелен Данн                       |
| 2013      | тф  | Она заставила их сделать это         | She Made Them Do It              | Джейми                           |
| 2014      | мс  | Финес и Ферб                         | Phineas and Ferb                 | дополнительные голоса            |
| 2014      | ф   | Пригородная готика                   | Suburban Gothic                  | миссис Ричардс                   |
| 2014      | кор | —                                    | Blackout                         | Сара                             |
| 2015      | с   | Красотки в Кливленде                 | Hot in Cleveland                 | Кейлин                           |
| 2015      | ф   | Девушка на краю                      | Girl on the Edge                 | Дебора Грин                      |
| 2016      | ф   | —                                    | Sacred Journeys                  | Тифф                             |
| 2016—2019 | мс  | Закон Мёрфи                          | Milo Murphy’s Law                | директор Милдер                  |
| 2017—2020 | с   | Однажды за один раз                  | One Day at a Time                | Пэм                              |
| 2018      | ф   | —                                    | North Blvd                       | Линда                            |
| 2018      | с   | Оранжевый — хит сезона               | Orange Is the New Black          | Барбара Деннинг                  |